# Lobelia telekii
Lobelia telekii Schweinf., 1892 è una pianta appartenente alla famiglia delle Campanulacee, diffusa in Kenya e Uganda.

## Etimologia
L'epiteto specifico è un omaggio all'esploratore austro-ungarico Sámuel Teleki (1845 – 1916), che guidò una delle prime esplorazioni europee sul monte Kenya.

## Descrizione

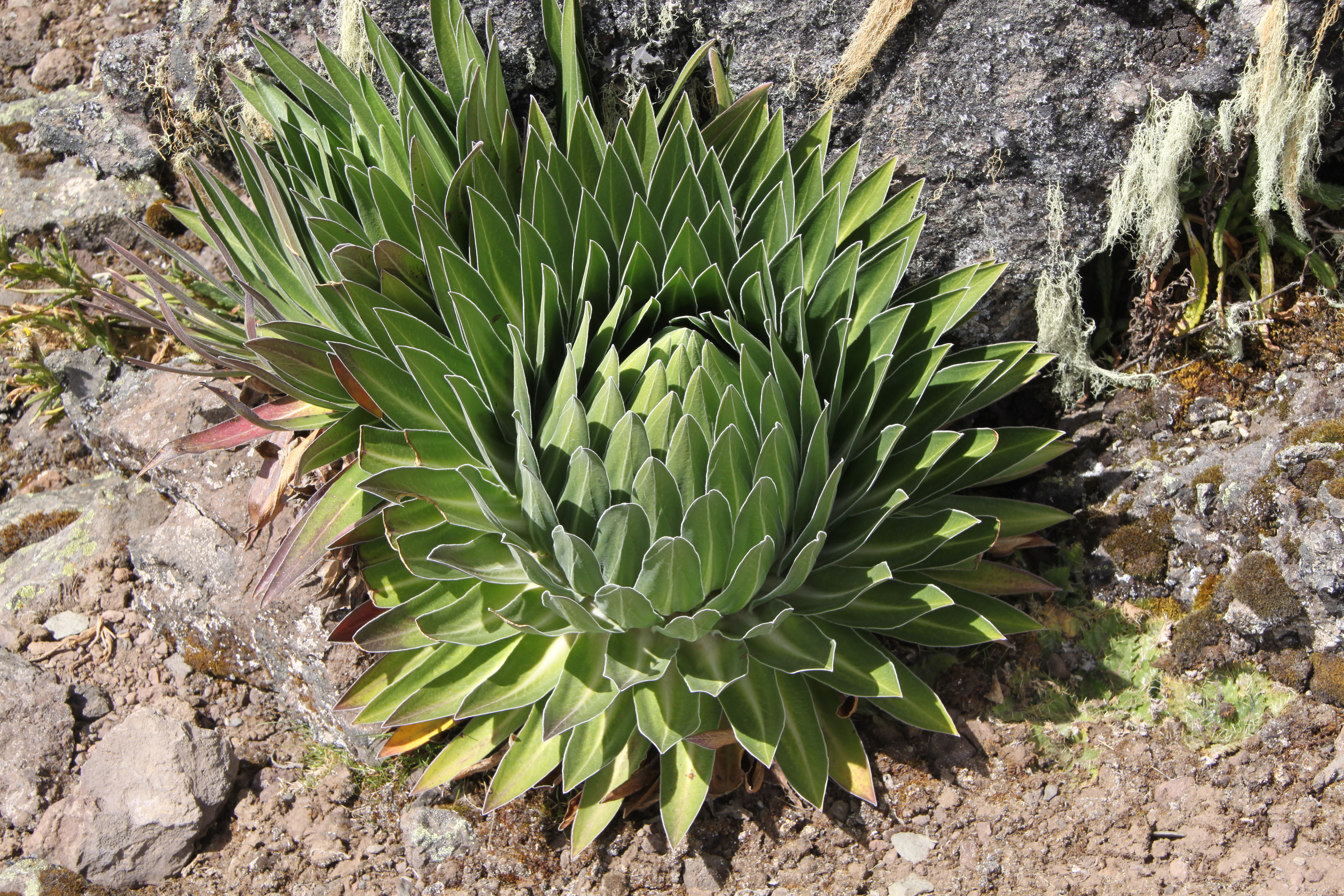
Rosetta basale

È una specie erbacea, che produce una rosetta basale di foglie lanceolate carnose, pubescenti, a sviluppo monocarpico. Dopo un numero variabile di anni di accrescimento, ogni rosetta produce una grande infiorescenza a spiga claviforme, lunga sino a 3 m, contenente migliaia di semi, dopodiché muore.
I fiori, di colore porpora, sono protetti da lunghe brattee tomentose.

## Biologia

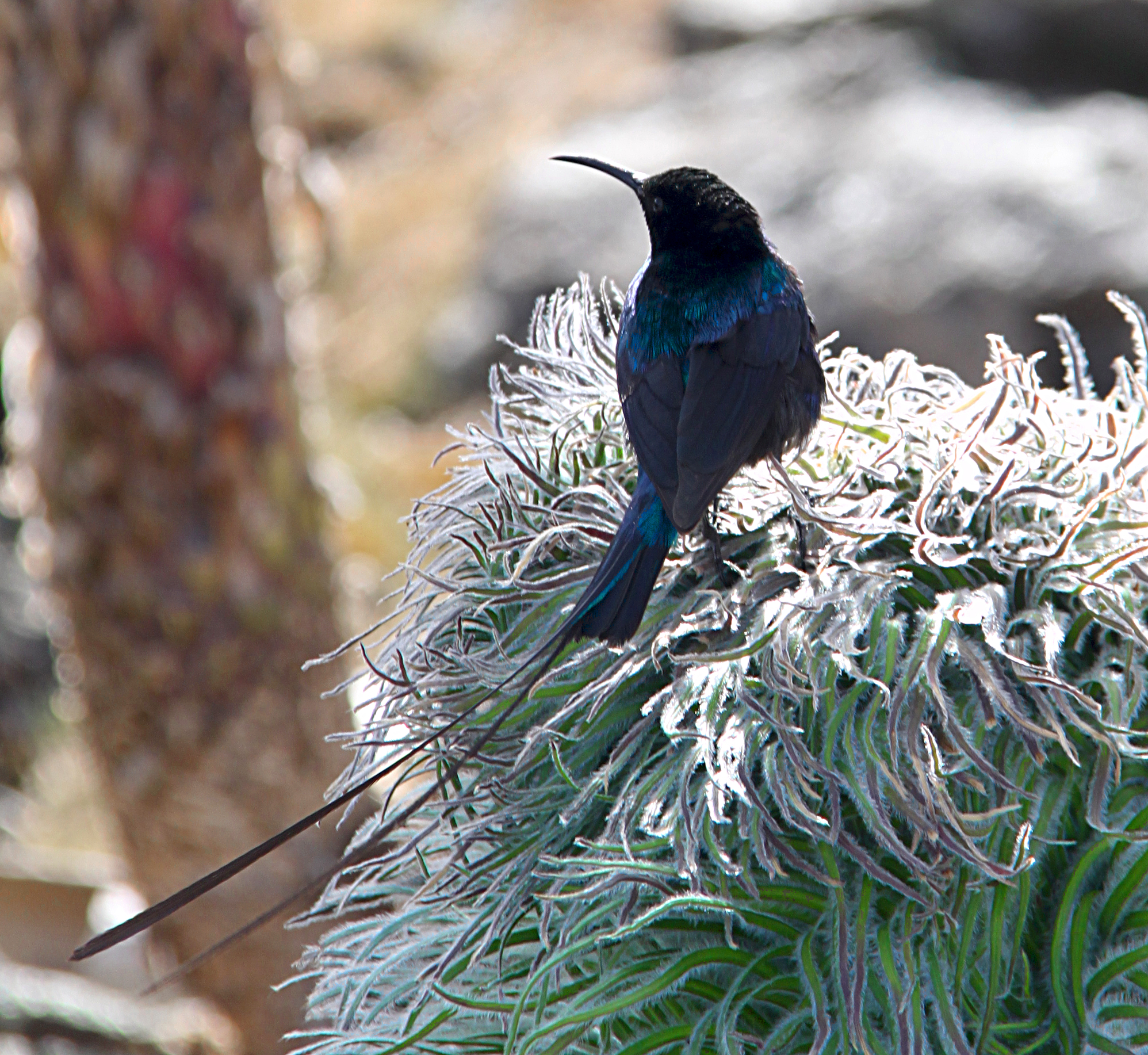
Una nettarinia di Johnston (Nectarinia johnstoni) visita l'infiorescenza di L. telekii.

Questa specie ha sviluppato adattamenti che le consentono di sopravvivere alle notevoli escursioni termiche 
a cui è sottoposta. Durante il giorno foglie e brattee sono esposte alla luce per espletare la fotosintesi mentre durante la notte si ripiegano sull'asse fiorale, per proteggere le gemme dalle basse temperature. L'asse dell'infiorescenza funge da serbatoio di riserva per l'acqua; al suo interno la pianta produce polisaccaridi che inducono il congelamento dell'acqua a pochi gradi sotto lo zero.
Lobelia telekii si riproduce per impollinazione ornitogama ad opera della nettarinia di Johnston (Nectarinia johnstoni).

## Distribuzione e habitat
La specie è endemica del Kenya e dell'Uganda. La sua presenza è limitata alle zone afroalpine di alta quota dei monti Aberdare, del monte Kenya e del monte Elgon, ad altitudini comprese tra 3400–4640 m. È la lobelia gigante che vive alle maggiori altitudini.
I suoi habitat naturali sono soggetti a una irradiazione ultravioletta molto forte, bassi livelli di ossigeno, intensa insolazione di giorno e forte gelo di notte.